# بيت الزبيدي (السدة)

تعديل مصدري - تعديل

بيت الزبيدي محلة تابعة لقرية غيمان، التابعة لعزلة وادي حجاج بمديرية السدة إحدى مديريات محافظة إب في الجمهورية اليمنية.، بلغ تعداد سكانها 44 حسب تعداد اليمن لعام 2004.